# Tierra Blanca (Guanajuato)
Tierra Blanca es una localidad del estado mexicano de Guanajuato. Es cabecera del municipio de Tierra Blanca.

## Demografía
| Censo | Población |
| ----- | --------- |
| 1900  | 5 714     |
| 1910  | 1 402     |
| 1921  | 1 156     |
| 1930  | 1 141     |
| 1940  | 622       |
| 1950  | 748       |
| 1960  | 874       |
| 1970  | 924       |
| 1980  | 1 015     |
| 1990  | 1 241     |
| 2000  | 1 650     |
| 2010  | 2 058     |
| 2020  | 2 428     |